# Feldhandballländerspiel Deutschland – Österreich 1925
Das Feldhandballländerspiel Deutschland – Österreich 1925 wurde am 13. September 1925 in Halle ausgetragen. Es war das erste offizielle Länderspiel der Handballgeschichte.

## Vorgeschichte
In Österreich wurde erst seit dreieinhalb Jahren Handball gespielt.
Dagegen gab es in Deutschland schon rund 3000 Mannschaften, die sich jedoch auf viele Verbände aufteilten. Deutschland wurde in dem Länderspiel durch die Auswahl der Deutschen Sportbehörde für Leichtathletik, dem nach Mitgliedern, hinter den Verbänden Deutsche Turnerschaft und Arbeiter-Turn- und Sportbund, drittgrößten Verband vertreten. Der größte Verband, die Deutsche Turnerschaft, lehnte jeden internationalen Sportvergleich ab und der Arbeiter-Turn- und Sportbund bestritt mit einer Bundesauswahl im Zeitraum 1925 bis 1932 selber Länderspiele gegen andere Arbeitersportverbände; das erste Länderspiel des ATSB fand am 25. Juli 1925 während der Arbeiterolympiade in Frankfurt am Main gegen Belgien statt und wurde mit 12:2 gewonnen.
Die Deutschen dachten, dass dieses Spiel ein aussichtsloser Kampf für die Österreicher wird.

### Wahl des Schiedsrichters
Man einigte sich darauf, dass das Gastgeberland drei Schiedsrichter vorschlug und der Gegner konnte den Schiedsrichter auswählen.

## Spielverlauf
| Deutsches Reich                                                       | Deutsches Reich | Österreich | Österreich |
| --------------------------------------------------------------------- | --- | --- | ---------- |
| Deutsches Reich                                                       | \| 13. September 1925 in Halle (Saale), Deutsches Reich (Stadion am Zoo) \| \| Ergebnis: 3:6 (1:3) \| \| Zuschauer: 5 000 \| \| Schiedsrichter: Grobe (TuB Leipzig, Deutsches Reich) \| | \| 13. September 1925 in Halle (Saale), Deutsches Reich (Stadion am Zoo) \| \| Ergebnis: 3:6 (1:3) \| \| Zuschauer: 5 000 \| \| Schiedsrichter: Grobe (TuB Leipzig, Deutsches Reich) \|                 | Österreich |
| Deutsches Reich                                                       | SC Charlottenburg Berlin: Hans Klatt SpVgg 1899 Leipzig: Riedrich Polizei SV Berlin: Karl Adebar, Karl Axmann, Hermann Bergemann, Fritz Burkowsky, Fritz Wolff Polizei SV Halle: Erich Knobbe SpVg Polizei Hamburg: Albert Damerius SV 1904 Freital: Kurt Böhme, Albert Männel Ersatz: SpVgg 1899 Leipzig: Reinhardt, Voigtländer Polizei SV Halle: Mareczinski Cheftrainer: Carl Schelenz | B.A.C.: Doneseez F.A.C.: R. Fischer, Grünwald, Köpf, Reumayer, Rohut Ferrowatt: Wlascher Vienna: Triebner W.A.C.: Ingenieur Fischer, Stodler, Wurmböck Ersatz: Lehrer-Sp. Bg.: Hrnesir W.A.C.: Peterlik | Österreich |
| Deutsches Reich                                                       | 1:0 Männel 2:4 Burkowsky 3:4 Kurt Böhme | 1:1 Reumayer 1:2 Köpf 1:3 Stodler 1:4 Rohut 3:5 Stodler 25′ 3:6 Reumayer | Österreich |
| 13. September 1925 in Halle (Saale), Deutsches Reich (Stadion am Zoo) | | |            |
| Ergebnis: 3:6 (1:3)                                                   | | |            |
| Zuschauer: 5 000                                                      | | |            |
| Schiedsrichter: Grobe (TuB Leipzig, Deutsches Reich)                  | | |            |

## Reaktionen
Das Sport-Tagblatt befand die österreichische Mannschaft „auf technischem und taktischem Gebiete“ überlegen. Den größten Vorteil sahen sie in der „Einheitlichkeit und Ausgeglichenheit der ganzen Elf“.
Rund 100 Personen empfingen die Sportler am Bahnhof.